# An di Samhan
An (안왕?, 安王?; fl. II secolo a.C.) è stato un sovrano coreano, re dal 189 al 157 a.C. della confederazione di Mahan.
Il suo nome personale era Gam (감?, 龕?). Fu succeduto da Hye.